# 11455 Richardstarr
A 11455 Richardstarr (ideiglenes jelöléssel (11455) 1981 EN4) a Naprendszer kisbolygóövében található aszteroida. Schelte J. Bus fedezte fel 1981. március 2-án.

## Kapcsolódó szócikk
- Kisbolygók listája (11001–11500)